# Charlotte Buchheim
Charlotte Buchheim (* 20. Mai 1891 in Gera; † 19. September 1964 in Haar) war eine deutsche Zeichnerin, Aquarellistin und Malerin.

## Leben und Werk
Charlotte Buchheim war die Tochter eines Hotelbesitzers in Gera. Sie wurde in einem Schweizer Mädchenpensionat bei Neuchâtel erzogen. Nach dem Schulabschluss zog die Familie in das Kaßbergviertel von Chemnitz. Da Frauen der Besuch der Kunstakademie verwehrt war, nahm Charlotte Buchheim ab 1910 u. a. bei dem Dresdner Professor Ferdinand Dorsch privaten Malunterricht und begann mit Studien nach der Natur.
Als sie 1918 ihren ersten Sohn Lothar-Günther Buchheim in Weimar gebar, und 1920 den zweiten, Klaus, war sie nicht verheiratet. Sie lebte im Haus ihrer Eltern und teilte sich mit ihnen die Erziehung ihrer beiden Kinder. 1926 ging sie mit Paul Heinrichs die Ehe ein und lebte bis 1929 in Rochlitz. Heinrichs verließ sie 1930 nach dem Konkurs seiner Eisengießerei während der Weltwirtschaftskrise, und Charlotte Buchheim war gezwungen mit ihren Söhnen in ihr Chemnitzer Elternhaus, in dem die Mutter inzwischen Zimmer vermietete, „als Bittstellerin“ zurückzukehren. Sie hielt trotz dieser Umstände und der wirtschaftlich schwierigen Lage an ihrem künstlerischen Weg fest.
Ausgebildet in der Tradition Gotthardt Kuehls schuf sie mit Kohle und Kreide gezeichnete Porträts, darunter auch von Arbeitern, Dienstmännern oder alten Frauen, die sie in das Haus in Chemnitz einlud, malte in leuchtenden Aquarellfarben Stillleben, vor allem Blumen, und farbintensive Landschaftsbilder. Die Zeichnungen von Charlotte Buchheim „verraten den akkuraten Blick und die zielsichere Hand – die später immer mehr in Richtung Farben tendierte“.
Wilhelm Bittorf beschreibt sie als „die eigenwillige Kunstmalerin Charlotte Buchheim“, die ihren Sohn Lothar-Günther mit auf ihre Malausflüge nahm und ihn beim Zeichnen und Malen mit dem Aquarellpinsel anleitete. In Chemnitz und Umgebung arbeiteten Mutter und Sohn oft an denselben Motiven. Während sie „dem Ambiente etwas Leuchtendes, Südliches im lichten Aquarell“ gab, bannte der Sohn eher „grauen Existenzialismus in Öl“. (Münchner Merkur)
1942 kam sie nach Feldafing, wo Lothar-Günther Buchheim seit 1940 ein Domizil hatte. Hier fand sie zu einem freieren Stil, malte die oberbayerische Landschaft und Blumen. Die letzten 19 Jahre ihres Lebens verbrachte sie in Heimen, sie starb 1964 in Haar.
2004 widmete ihr Lothar-Günther Buchheim die Einzelausstellung Die Malerin Charlotte Buchheim in der Villa Maffei in Feldafing, einer Dependance des Buchheim-Museums, in der 120 ihrer Werke gezeigt wurden.

## Einzelausstellung
- 2004: Die Malerin Charlotte Buchheim. Villa Maffei in Feldafing. Ausstellungskatalog (40 Seiten), Gesamtredaktion: Clelia Segieth, ISBN 3-7659-1057-0.